# Fédération internationale des socialistes révolutionnaires
La Fédération internationale des socialistes révolutionnaires ((de) Föderation Revolutionärer Sozialisten – Internationale) est une organisation socialiste née lors de la révolution autrichienne de novembre 1918. Elle a fusionné en mai 1919 avec le KPÖ, le Parti communiste d'Autriche allemande. Ses dirigeants étaient le socialiste Julius Dickmann, l'anarcho-syndicaliste Leo Rothziegel (de) et le militant communiste Johannes Wertheim (d).

## Historique
Des conseils de travailleurs ont été établis en Autriche pendant la révolution de fin 1918, mais contrairement à l'Empire allemand ou à la Russie, ils n'ont été créés que de manière isolée dans les grands centres urbains, par exemple à Vienne et dans la région industrielle de la Haute-Autriche. L'organisation de la Fédération internationale des socialistes révolutionnaires, fondée le 28 novembre 1918, venait de ce mouvement des conseils. Ses prédécesseurs étaient des réseaux de militants révolutionnaires de l'époque de la grève de janvier 1918. Le groupe avait une forme d'organisation fédérative et se distinguait ainsi des modèles de partis centralisés de la social-démocratie, mais aussi des partis communistes.
La Fédération des socialistes révolutionnaires regroupait des communistes de conseils, des radicaux de gauche, des syndicalistes, des anarchistes et quelques sociaux-démocrates de gauche. En revanche, la Fédération refusa l'adhésion du Bund herrschaftsloser Sozialisten (de) (la « Ligue des socialistes pacifistes », un regroupement anarchiste), car elle considérait que le pacifisme et l'antimilitarisme de l'anarchiste Rudolf Grossmann, inspirateur de la Ligue, étaient incompatibles avec le pouvoir des conseils auquel aspirait la Fédération.
La Fédération était partiellement représentée dans les conseils ouvriers et espérait la proclamation d'une république des conseils pour toute l'Autriche. C'est pourquoi elle s'opposa aux élections à l'Assemblée nationale en février 1919, mais ne préconisa pas un boycott électoral agitateur. Lorsque le système des conseils ne s'est pas imposé, la Fédération a rejoint le KPÖ fin mai 1919, dans l'espoir d'une prochaine relance de la révolution.